# Ngô Á Nam
Ngô Á Nam (tiếng Trung giản thể: 吴亚男, bính âm Hán ngữ: Wú Yà Nán, sinh tháng 8 năm 1962, người Hán) là tướng lĩnh Quân Giải phóng Nhân dân Trung Quốc. Ông là Thượng tướng Quân Giải phóng Nhân dân Trung Quốc, Ủy viên Ủy ban Trung ương Đảng Cộng sản Trung Quốc khóa XX, hiện là Thành viên Trung tâm Chỉ huy tác chiến liên hợp Quân ủy Trung ương. Ông nguyên là Tư lệnh Chiến khu Trung Bộ; Phó Tham mưu trưởng Bộ Tham mưu liên hợp Quân ủy Trung ương, Phó Chỉ huy trưởng Bộ Tổng chỉ huy Phòng chống lũ lụt, hạn hán Quốc gia; Phó Tư lệnh Chiến khu Bắc Bộ, Tư lệnh Lục quân Chiến khu Bắc Bộ.
Ngô Á Nam là đảng viên Đảng Cộng sản Trung Quốc, học vị Tiến sĩ Quân sự. Ông có xuất phát điểm và sự nghiệp quân sự thời gian dài ở vùng Đông Bắc Trung Quốc trước khi được điều chuyển tới các địa phương khác và hoạt động ở Trung ương.

## Xuất thân và giáo dục
Ngô Á Nam sinh tháng 8 năm 1962 tại thủ phủ Thạch Gia Trang, tỉnh Hà Bắc, Cộng hòa Nhân dân Trung Hoa, lớn lên ở Liêu Ninh. Năm 1980, ông tốt nghiệp phổ thông Trường Cao Trung Phụ Tân (阜新市高级中学) ở Liêu Ninh. Ông nhập học Đại học Quốc phòng Trung Quốc rồi tiếp tục là nghiên cứu sinh sau đại học tại trường trong những năm quân ngũ, là Tiến sĩ Quân sự. Ông được kết nạp Đảng Cộng sản Trung Quốc vào tháng 9 năm 1984.

## Sự nghiệp

### Các thời kỳ
Ngô Á Nam nhập ngũ Quân Giải phóng Nhân dân Trung Quốc vào tháng 9 năm 1980 khi 18 tuổi vào Lục quân Thiết giáp. Ông công tác giai đoạn đầu ở lực lượng địa phương vùng Đông Bắc Trung Quốc, lần lượt là trung đội trưởng, đại đội trưởng, sĩ quan tham mưu, tiểu đoàn trưởng, tham mưu trưởng lữ đoàn thiết giáp, lữ đoàn trưởng binh chủng tăng thiết giáp, rồi Tư lệnh Phân khu Liêu Nguyên, tỉnh Cát Lâm. Những năm 2000, ông là Sư đoàn trưởng Sư đoàn 4, Phó Tham mưu trưởng Tập đoàn quân 16 (nay là Tập đoàn quân 76, Lục quân Trung Quốc). Tháng 7 năm 2013, ông được thăng chức làm Phó Quân đoàn trưởng Tập đoàn quân 16, phong quân hàm Thiếu tướng vào tháng 7 năm 2014. Sau đó, năm 2015, trong đợt kỷ niệm 70 năm chiến thắng từ Chiến tranh Trung–Nhật (1945–2015) và chiến thắng từ Chiến tranh thế giới thứ hai, ông cùng Đại tá Hoàng Minh là chỉ huy trưởng chương trình diễn tập bộ đội sự kiện cuộc đột kích trận Bình Hình Quan. Tháng 3 năm 2017, ông được bổ nhiệm làm Quân đoàn trưởng Tập đoàn quân 78 của Lục quân Chiến khu Bắc Bộ.

### Chiến khu
Tháng 4 năm 2020, Ngô Á Nam được thăng chức làm Phó Tư lệnh Chiến khu Bắc Bộ kiêm Tư lệnh Lục quân Chiến khu Bắc Bộ, đồng thời được thăng quân hàm thành Trung tướng vào cùng giai đoạn này. Đến tháng 12 cùng năm, ông được điều về trung ương làm Phó Tham mưu trưởng Bộ Tham mưu liên hợp Quân ủy Trung ương Trung Quốc, kiêm Phó Chỉ huy trưởng Bộ Tổng chỉ huy Phòng chống lũ lụt, hạn hán Quốc gia. Tháng 1 năm 2022, Quân ủy Trung ương quyết định điều chuyển và bổ nhiệm ông làm Tư lệnh Chiến khu Trung Bộ, phối hợp với Chính ủy Từ Đức Thanh, và ông được thăng quân hàm thành Thượng tướng vào ngày 22 tháng 1 cùng năm. Giai đoạn đầu năm 2022, ông được bầu làm đại biểu tham gia Đại hội Đảng Cộng sản Trung Quốc lần thứ XX từ đoàn Quân Giải phóng và Vũ cảnh. Trong quá trình bầu cử tại đại hội, ông được bầu làm Ủy viên Ủy ban Trung ương Đảng Cộng sản Trung Quốc khóa XX. Tháng 1 năm 2023, ông được miễn nhiệm công tác ở Chiến khu Trung Bộ, được điều về làm Thành viên Trung tâm Chỉ huy tác chiến liên hợp Quân ủy Trung ương.

## Lịch sử thụ phong quân hàm
| Quân hàm |             |             | Thượng tướng |  |  |  |  |  |  |  |  |
| Cấp bậc  | Thiếu tướng | Trung tướng | Thượng tướng |  |  |  |  |  |  |  |  |
|          |             |             |              |  |  |  |  |  |  |  |  |